# Монтегрото Терме
Монтегрото Терме (итал. Montegrotto Terme) је насеље у Италији у округу Падова, региону Венето.
Према процени из 2011. у насељу је живело 10276 становника. Насеље се налази на надморској висини од 19 м.

## Становништво
Према резултатима пописа становништва 2011. у општини је живело 11.074 становника.
| 1931. | 1936. | 1951. | 1961. | 1971. | 1981. | 1991. | 2001.  | 2011.  |
| ----- | ----- | ----- | ----- | ----- | ----- | ----- | ------ | ------ |
| 3.911 | 4.195 | 4.841 | 5.964 | 7.786 | 8.914 | 1.881 | 10.405 | 11.074 |

## Партнерски градови
- Мостар, Беретћоујфалу, Alajuela, Bordano